# Diphuia anomala
Diphuia anomala är en tvåvingeart som beskrevs av Cresson 1944. Diphuia anomala ingår i släktet Diphuia och familjen vattenflugor. Inga underarter finns listade i Catalogue of Life.